# Dötlingen
Dötlingen är en kommun och ort i Landkreis Oldenburg i förbundslandet Niedersachsen i Tyskland.